# U-19-Floorball-Weltmeisterschaft 2023
Die 12. Floorball-Weltmeisterschaft der U19-Junioren fand vom 26. bis 30. April 2023 in Frederikshavn in Dänemark statt. Die tschechischen Junioren gingen als Titelverteidiger ins Turnier. Am Ende gewann nach zuletzt 2013 Schweden und damit ihren insgesamt sechsten U19-Junioren-Titel. Die Veranstaltung wurde von der International Floorball Federation ausgetragen.

## Veranstaltungsort

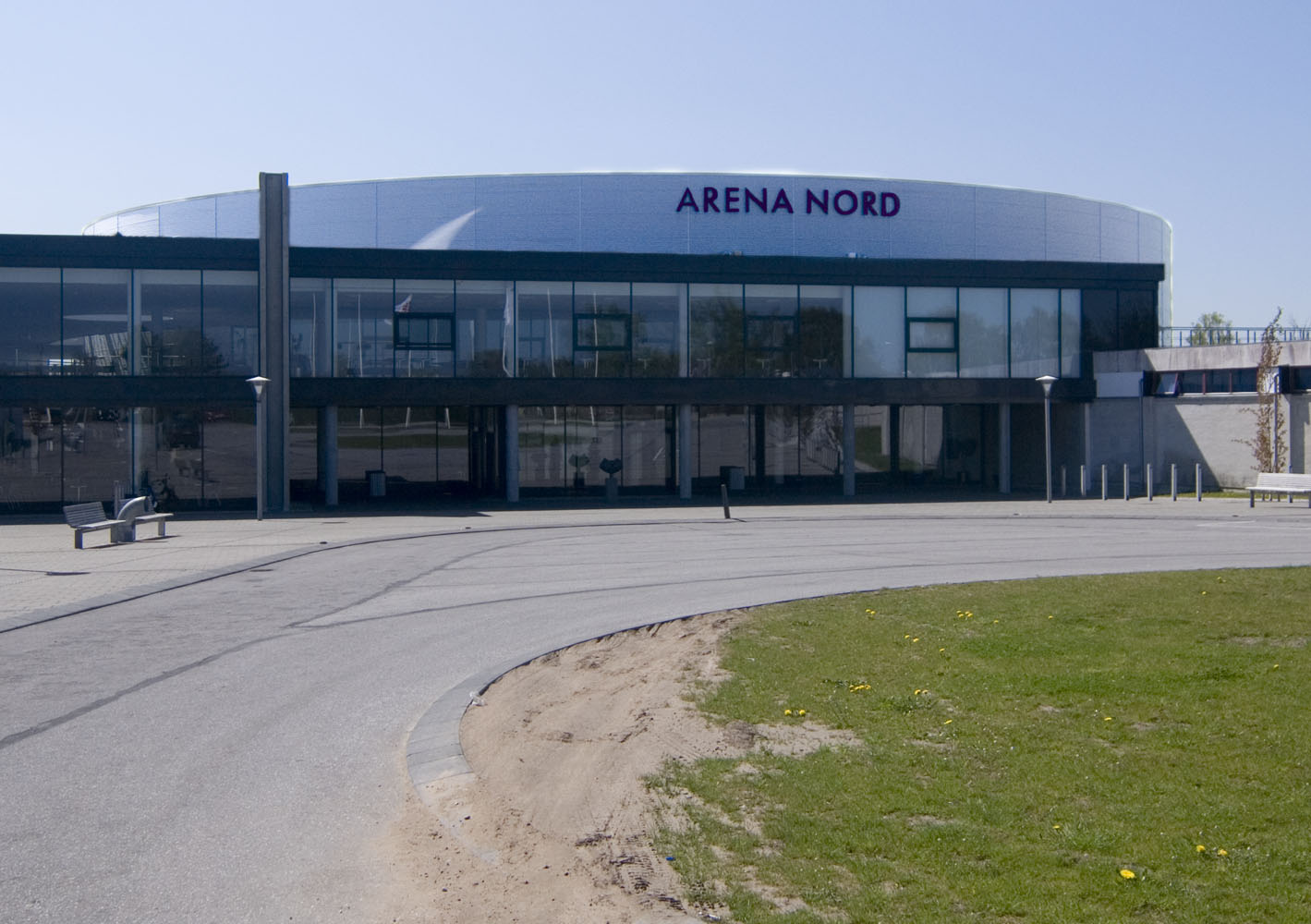
Arena Nord

Die Spiele fanden in der Arena Nord statt.
| \| Frederikshavn \| |
| Frederikshavn       |

| Frederikshavn |

## Qualifikation
23 Teams registrierten sich für die Teilnahme an den Weltmeisterschaften. Darunter sind 18 Teams aus Europa, drei aus Asien und Ozeanien und zwei aus Nordamerika.
Die ersten neun der letzten Weltmeisterschaft waren direkt qualifiziert, die anderen nehmen an den kontinentalen Qualifikationsturnieren teil. Diese wurden im 2. und 3. September 2022 in Draper, Utah, USA, am 29. September bis zum 1. Oktober 2022 in Wellington, Neuseeland ausgetragen und die beiden europäischen fanden vom 24. bis 28. Januar in Salzburg und El Escorial (Spanien) statt. Die restlichen sieben Plätze für die Endrunde wurden wie folgt vergeben:
- Europa: 4 Teilnehmer
- Amerika: 1 Teilnehmer
- Asien und Ozeanien: 2 Teilnehmer

| 13 aus Europa          | Tschechien         | Finnland    | Schweden  | Schweiz    |
| inklusive Gastgeber    | Lettland           | Deutschland | Slowakei  | Polen      |
|                        | Dänemark           |             |           |            |
|                        | Norwegen           | Estland     | Slowenien | Österreich |
| 1 aus Amerika          | Vereinigte Staaten |             |           |            |
| 2 aus Asien & Ozeanien | Australien         | Singapur    |           |            |

## Modus
Wie bereits zur letzten Weltmeisterschaft wurde in vier Gruppen à vier Teams gespielt. In Gruppe A und B spielten hierbei die acht in der IFF-Weltrangliste am besten platzierten Teilnehmer, in den Gruppen C und D die restlichen Teams. Die Auslosung der Teams in die Gruppen erfolgte am 13. Dezember 2022 in Næstved nach folgendem Schema:
|  | Für das Halbfinale qualifiziert               |
|  | Für das Spiel um Platz 5 qualifiziert         |
|  | Für die Spiele um Platz 7 bis 10 qualifiziert |
|  | Für das Spiel um Platz 11 qualifiziert        |
|  | Für das Spiel um Platz 13 qualifiziert        |
|  | Für das Spiel um Platz 15 qualifiziert        |

| Gruppe A      | Gruppe B      | Gruppe C        | Gruppe D        |
| ------------- | ------------- | --------------- | --------------- |
| Platz 1–4     | Platz 1–4     | Platz 9 und 10  | Platz 9 und 10  |
| Platz 1–4     | Platz 1–4     | Platz 11 und 12 | Platz 11 und 12 |
| Platz 5 und 6 | Platz 5 und 6 | Platz 13 und 14 | Platz 13 und 14 |
| Platz 7 und 8 | Platz 7 und 8 | Platz 15 und 16 | Platz 15 und 16 |

Die beiden Erstplatzierten der Gruppen A und B qualifizierten sich nach der Gruppenphase für das Halbfinale, die Drittplatzierten spielten gegeneinander den 5. Platz aus. Die Viertplatzierten spielten gegen die beiden Gruppensieger der Gruppen C und D um die Plätze 7 bis 10. Die Zweitplatzierten der Gruppen C und D spielen um Platz 11, die jeweiligen Dritten um Platz 13 und die letzten beiden um den 15.

## Auslosung
Die Teams wurden gemäß ihrer Platzierung in der Weltrangliste in vier Töpfe aufgeteilt, wobei bei den europäischen Qualifikanten die drei höchsten möglichen Ränge genommen worden. (In Klammern die aktuelle Position)
| Topf 1         | Topf 2          | Topf 3                    | Topf 4                    |
| -------------- | --------------- | ------------------------- | ------------------------- |
| Tschechien (1) | Lettland (5)    | Dänemark (9)              | Europa-Qualifikant 4 (12) |
| Finnland (2)   | Deutschland (6) | Europa-Qualifikant 1 (8)  | Vereinigte Staaten (14)   |
| Schweden (3)   | Slowakei (7)    | Europa-Qualifikant 2 (10) | Australien (20)           |
| Schweiz (4)    | Polen (8)       | Europa-Qualifikant 3 (11) | Singapur (27)             |

### Gruppen
Die Mannschaften wurden nacheinander beginnend mit Topf 4 aus den Töpfen gezogen. Die Mannschaften aus Topf 3 und 4 wurden alternierend auf Gruppe C und D verteilt, die Mannschaften der Töpfe 1 und 2 auf Gruppe A und B. Die Auslosung ergab folgende Gruppen. (Hier mit den vier weiteren qualifizierten europäischen Nationen)
| Gruppe A   | Gruppe B    | Gruppe C           | Gruppe D          |
| ---------- | ----------- | ------------------ | ----------------- |
| Tschechien | Schweden    | Dänemark           | Norwegen (EURQ1)  |
| Finnland   | Schweiz     | Estland (EURQ2)    | Slowenien (EURQ3) |
| Lettland   | Deutschland | Österreich (EURQ4) | Australien        |
| Polen      | Slowakei    | Vereinigte Staaten | Singapur          |

## Gruppenspiele

### Gruppe A
| Platz | Land       | Sp | S | U | N | +  | -  | Pkt |
| ----- | ---------- | -- | - | - | - | -- | -- | --- |
| 1.    | Tschechien | 3  | 3 | 0 | 0 | 29 | 9  | 6   |
| 2.    | Finnland   | 3  | 2 | 0 | 1 | 26 | 9  | 4   |
| 3.    | Lettland   | 3  | 1 | 0 | 2 | 17 | 8  | 2   |
| 4.    | Polen      | 3  | 0 | 0 | 3 | 3  | 49 | 0   |

| 26. April 2023 10:30 |  | Polen | 2:18 (1:7, 1:7, 0:4) Spielbericht | Tschechien | FRH Arena Nord B, Frederikshavn Zuschauer: 185 |

| 26. April 2023 13:30 |  | Lettland | 2:3 (1:0, 0:2, 1:1) Spielbericht | Finnland | FRH Arena Nord B, Frederikshavn Zuschauer: 297 |

| 27. April 2023 13:00 |  | Tschechien | 7:5 (3:1, 0:2, 4:2) Spielbericht | Finnland | FRH Arena Nord A, Frederikshavn Zuschauer: 721 |

| 27. April 2023 16:30 |  | Polen | 1:13 (0:7, 0:4, 1:2) Spielbericht | Lettland | FRH Arena Nord B, Frederikshavn Zuschauer: 129 |

| 28. April 2023 10:00 |  | Tschechien | 4:2 (0:0, 2:1, 2:1) Spielbericht | Lettland | FRH Nord Arena A, Frederikshavn Zuschauer: 448 |

| 28. April 2023 13:00 |  | Finnland | 18:0 (7:0, 8:0, 3:0) Spielbericht | Polen | FRH Arena Nord A, Frederikshavn Zuschauer: 250 |

### Gruppe B
| Platz | Land        | SP | S | U | N | +  | -  | Pkt |
| ----- | ----------- | -- | - | - | - | -- | -- | --- |
| 1.    | Schweden    | 3  | 3 | 0 | 0 | 41 | 9  | 6   |
| 2.    | Schweiz     | 3  | 2 | 0 | 1 | 28 | 12 | 4   |
| 3.    | Deutschland | 3  | 0 | 1 | 2 | 8  | 32 | 1   |
| 4.    | Slowakei    | 3  | 0 | 1 | 2 | 10 | 34 | 1   |

| 26. April 2023 16:00 |  | Slowakei | 2:19 (0:5, 0:7, 2:7) Spielbericht | Schweden | FRH Arena Nord A, Frederikshavn Zuschauer: 378 |

| 26. April 2023 16:30 |  | Deutschland | 1:13 (1:3, 0:6, 0:4) Spielbericht | Schweiz | FRH Arena Nord B, Frederikshavn Zuschauer: 117 |

| 27. April 2023 10:00 |  | Slowakei | 6:6 (2:2, 1:2, 3:2) Spielbericht | Deutschland | FRH Arena Nord A, Frederikshavn Zuschauer: 390 |

| 27. April 2023 16:00 |  | Schweden | 9:6 (3:1, 1:3, 5:2) Spielbericht | Schweiz | FRH Arena Nord A, Frederikshavn Zuschauer: 759 |

| 28. April 2023 16:00 |  | Schweiz | 9:2 (1:2, 7:0, 1:0) Spielbericht | Slowakei | FRH Arena Nord A, Frederikshavn Zuschauer: 378 |

| 28. April 2023 16:30 |  | Schweden | 13:1 (4:0, 4:1, 5:0) Spielbericht | Deutschland | FRH Arena Nord B, Frederikshavn Zuschauer: 364 |

### Gruppe C
| Platz | Land               | Sp | S | U | N | +  | -  | Pkt |
| ----- | ------------------ | -- | - | - | - | -- | -- | --- |
| 1.    | Dänemark           | 3  | 2 | 1 | 0 | 27 | 6  | 5   |
| 2.    | Österreich         | 3  | 2 | 0 | 1 | 19 | 21 | 4   |
| 3.    | Estland            | 3  | 1 | 1 | 1 | 24 | 16 | 3   |
| 4.    | Vereinigte Staaten | 3  | 0 | 0 | 3 | 8  | 35 | 0   |

| 26. April 2023 19:00 |  | Dänemark | 14:1 (3:0, 7:0, 4:1) Spielbericht | Vereinigte Staaten | FRH Arena Nord A, Frederikshavn Zuschauer: 536 |

| 26. April 2023 19:30 |  | Österreich | 10:7 (3:2, 5:3, 2:2) Spielbericht | Estland | FRH Arena Nord B, Frederikshavn Zuschauer: 123 |

| 27. April 2023 19:00 |  | Österreich | 0:8 (0:2, 0:5, 0:1) Spielbericht | Dänemark | FRH Arena Nord A, Frederikshavn Zuschauer: 548 |

| 27. April 2023 19:30 |  | Estland | 12:1 (5:0, 4:0, 3:1) Spielbericht | Vereinigte Staaten | FRH Arena Nord B, Frederikshavn Zuschauer: 132 |

| 28. April 2023 19:00 |  | Estland | 5:5 (0:3, 2:0, 3:2) Spielbericht | Dänemark | FRH Arena Nord A, Frederikshavn Zuschauer: 719 |

| 28. April 2022 19:30 |  | Vereinigte Staaten | 6:9 (2:2, 1:7, 3:0) Spielbericht | Österreich | FRH Arena Nord B, Frederikshavn Zuschauer: 197 |

### Gruppe D
| Platz | Land       | Sp | S | U | N | +  | -  | Pkt |
| ----- | ---------- | -- | - | - | - | -- | -- | --- |
| 1.    | Norwegen   | 3  | 3 | 0 | 0 | 41 | 8  | 6   |
| 2.    | Slowenien  | 3  | 1 | 0 | 2 | 27 | 26 | 2   |
| 3.    | Australien | 3  | 1 | 0 | 2 | 19 | 33 | 2   |
| 4.    | Singapur   | 3  | 1 | 0 | 2 | 13 | 33 | 2   |

| 26. April 2023 10:00 |  | Australien | 13:7 (3:2, 3:2, 7:3) Spielbericht | Slowenien | FRH Arena Nord A, Frederikshavn Zuschauer: 375 |

| 26. April 2023 13:00 |  | Singapur | 0:15 (0:8, 0:3, 0:4) Spielbericht | Norwegen | FRH Arena Nord A, Frederikshavn Zuschauer: 383 |

| 27. April 2023 10:30 |  | Australien | 4:9 (1:3, 1:4, 2:2) Spielbericht | Singapur | FRH Arena Nord B, Frederikshavn Zuschauer: 273 |

| 27. April 2023 13:30 |  | Slowenien | 6:9 (1:2, 4:3, 1:4) Spielbericht | Norwegen | FRH Arena Nord B, Frederikshavn Zuschauer: 325 |

| 28. April 2023 10:30 |  | Slowenien | 14:4 (6:0, 5:2, 3:2) Spielbericht | Singapur | FRH Nord Arena B, Frederikshavn Zuschauer: 123 |

| 28. April 2023 13:30 |  | Norwegen | 17:2 (4:1, 7:0, 6:1) Spielbericht | Australien | FRH Arena Nord B, Frederikshavn Zuschauer: 313 |

## Finalrunde
|  | Halbfinale                    | Halbfinale                    |                               |     | Finale                        | Finale                        |
|  |                               |                               |                               |     |                               |                               |
|  | Tschechien                    | 2                             |                               |     |                               |                               |
|  | Schweiz                       | 7                             |                               |     |                               |                               |
|  | Sa., 29. April 2023 13:00 Uhr |                               |                               |     |                               |                               |
|  |                               |                               | So., 30. April 2023 13:00 Uhr |     |                               |                               |
|  | Schweiz                       | 4                             |                               |     |                               |                               |
|  |                               | Schweden                      | 7                             |     |                               |                               |
|  |                               |                               |                               |     |                               |                               |
|  | Spiel um Platz 3              |                               |                               |     |                               |                               |
|  | Sa., 29. April 2023 16:00 Uhr | Sa., 29. April 2023 16:00 Uhr | Tschechien                    | 6   |                               |                               |
|  | Schweden                      | 12                            | Finnland                      | 7PS |                               |                               |
|  | Finnland                      | 10                            |                               |     | So., 30. April 2023 16:00 Uhr | So., 30. April 2023 16:00 Uhr |

V Sieg in der Overtime

PS Sieg nach dem Penalty-Shoutout

### Halbfinale
| 29. April 2023 13:00 |  | Tschechien | 2:7 (0:1, 2:1, 0:5) Spielbericht | Schweiz | FRH Arena Nord A, Frederikshavn Zuschauer: 1.725 |

| 29. April 2023 16:00 |  | Schweden | 12:10 (3:0, 2:2, 7:8) Spielbericht | Finnland | FRH Arena Nord A, Frederikshavn Zuschauer: 1.750 |

### Spiel um Platz 3
| 30. April 2023 13:00 |  | Tschechien | 6:7 n. PS. (3:1, 1:4, 2:1, 0:0, 4:5) Spielbericht | Finnland | FRH Arena Nord A, Frederikshavn Zuschauer: 1.890 |

### Finale
| 30. April 2023 16:00 |  | Schweiz | 4:7 (1:1, 1:1, 2:5) Spielbericht | Schweden | FRH Arena Nord A, Frederikshavn Zuschauer: 2.011 |

## Platzierungsspiele

### Spiel um Platz 5
Die drittplatzierten Mannschaften aus den Gruppen A und B spielten hier gegeneinander.
| 29. April 2023 10:30 |  | Lettland | 6:1 (1:0, 1:1, 4:0) Spielbericht | Slowakei | FRH Arena Nord A, Frederikshavn Zuschauer: 356 |

### Spiele um Platz 7 bis 10
Die viertplatzierten Mannschaften aus den Gruppen A und B spielten hier zunächst gegen die erstplatzierten der Gruppen C und D. Die beiden Gewinner steigen für 2025 in die beiden Topgruppen auf.

|  | Spiele um Platz 7 bis 10      | Spiele um Platz 7 bis 10      |                               |    | Spiel um Platz 7              | Spiel um Platz 7              |
|  |                               |                               |                               |    |                               |                               |
|  | Polen                         | 2                             |                               |    |                               |                               |
|  | Norwegen                      | 8                             |                               |    |                               |                               |
|  | Sa., 29. April 2023 19:30 Uhr |                               |                               |    |                               |                               |
|  |                               |                               | So., 30. April 2023 10:30 Uhr |    |                               |                               |
|  | Norwegen                      | 10                            |                               |    |                               |                               |
|  |                               | Dänemark                      | 4                             |    |                               |                               |
|  |                               |                               |                               |    |                               |                               |
|  | Spiel um Platz 9              |                               |                               |    |                               |                               |
|  | Sa., 29. April 2023 19:00 Uhr | Sa., 29. April 2023 19:00 Uhr | Polen                         | 1  |                               |                               |
|  | Deutschland                   | 3                             | Deutschland                   | 15 |                               |                               |
|  | Dänemark                      | 4                             |                               |    | So., 30. April 2023 10:00 Uhr | So., 30. April 2023 10:00 Uhr |

V Sieg in der Overtime

PS Sieg nach dem Penalty-Shoutout
| 29. April 2023 19:30 |  | Polen | 2:8 (0:1, 2:6, 0:1) Spielbericht | Norwegen | FRH Arena Nord B, Frederikshavn |

| 29. April 2023 19:00 |  | Deutschland | 3:4 (1:1, 1:1, 1:2) Spielbericht | Dänemark | FRH Arena Nord A, Frederikshavn Zuschauer: 987 |

#### Spiel um Platz 7
| 30. April 2023 10:30 |  | Norwegen | 10:4 (1:2, 6:1, 3:1) Spielbericht | Dänemark | FRH Arena Nord B, Frederikshavn Zuschauer: 420 |

#### Spiel um Platz 9
| 30. April 2023 10:00 |  | Polen | 1:15 (0:4, 1:6, 0:5) Spielbericht | Deutschland | FRH Arena Nord A, Frederikshavn Zuschauer: 137 |

### Spiel um Platz 11
Die zweitplatzierten Mannschaften aus den Gruppen C und D spielten hier gegeneinander.
| 29. April 2023 16:30 |  | Österreich | 1:4 (0:1, 0:1, 1:2) Spielbericht | Slowenien | FRH Arena Nord B, Frederikshavn Zuschauer: 103 |

### Spiel um Platz 13
Die drittplatzierten Mannschaften aus den Gruppen C und D spielten hier gegeneinander.
| 29. April 2023 13:30 |  | Australien | 2:10 (1:4, 1:3, 0:3) Spielbericht | Estland | FRH Arena Nord B, Frederikshavn Zuschauer: 127 |

### Spiel um Platz 15
Die viertplatzierten Mannschaften aus den Gruppen C und D spielten hier gegeneinander.
| 29. April 2023 10:30 |  | Vereinigte Staaten | 5:12 (2:4, 0:1, 3:7) Spielbericht | Singapur | FRH Arena Nord B, Frederikshavn Zuschauer: 205 |

## Abschlussplatzierungen
| RF | Team               |
| -- | ------------------ |
| 1  | Schweden           |
| 2  | Schweiz            |
| 3  | Finnland           |
| 4  | Tschechien         |
| 5  | Lettland           |
| 6  | Slowakei           |
| 7  | Norwegen           |
| 8  | Dänemark           |
| 9  | Deutschland        |
| 10 | Polen              |
| 11 | Slowenien          |
| 12 | Österreich         |
| 13 | Estland            |
| 14 | Australien         |
| 15 | Singapur           |
| 16 | Vereinigte Staaten |